# Дуайер, Боб
Боб Дуайер AM (англ. Bob Dwyer, родился 29 ноября 1940 года) — австралийский регбист и регбийный тренер; главный тренер состава сборной Австралии, выигравшего в 1991 году чемпионат мира в Англии. Член Зала славы World Rugby (2011).

## Биография
Окончил в 1957 году Сиднейскую среднюю школу. В школе играл в регби на позиции лока с будущими звёздами регбилиг — Джорджем Тейлфортом («Кентербери-Бэнкстаун Булдогс» и «Кроналла-Сазерленд Шаркс») и Джорджем Эвансом («Сент-Джордж Дрэгонс»). Выступал на протяжении своей карьеры за клуб «Рэндуик», сыграл 347 матчей за 18 сезонов.
Тренерскую карьеру Дуайер начал в 1976 году после того, как в отставку неожиданно подал прежний тренер команды. В первый же сезон он довёл команду до финала чемпионата Австралии, а затем команда при нём выиграла четыре чемпионата Сиднея подряд; в 1981 году в финале была бита команда «Мэнли». В феврале 1982 года Дуайер стал тренером сборной Австралии, проработав до 1983 года и уступив пост Алану Джонсу, но он вернулся в команду в феврале 1988 года. Под руководством Дуайера сборная Австралии провела 74 тест-матча, выиграв 49 матчей: апофеозом стала победа в финале чемпионата мира 1991 года над Англией со счётом 12:6, также Дуайер взял Кубок Бледислоу в 1992 и 1994 годах. Австралийскую сборную он покинул в 1996 году, проработав часть сезона 1995/1996 как тренер французского клуба «Расинг». В 1996—1998 годах возглавлял клуб «Лестер Тайгерс», сменив Тони Расса, с командой дошёл до финала Кубка Хейнекен в сезоне 1996/1997, а также выиграл Кубок Pilkington того же сезона, но занял 4-е место в чемпионате Англии. За жёсткое и грубое отношение к игрокам получил прозвище «Варвар Дуайер». В сезоне 1997/1998 покинул команду после скандала с участием Остина Хили (его сменил Дин Ричардс).
Летом 1998 года Дуайер стал тренером «Бристоля», под его руководством клуб вернулся в Премьер-Лигу. В следующем сезоне команда заняла 6-е место и чуть не лишилась места в Кубке Хейнекен, однако в 2000 году после очередных перестановок в клубе и тренерском штабе Дуайер покинул команду. По оценке Дуайера, Бристоль считался городом с самым большим регбийным потенциалом в Англии. В 2001 году Дуайер вернулся на родину, став тренером клуба «Уаратаз» в Супер 12, и под его руководством клуб занял 8-е место. В 2002 году команда впервые в истории вышла в плей-офф, дойдя до полуфинала; в 2003 году он покинул клуб после 5-го места, занявшись развитием регби в Новом Южном Уэльсе. В 2011 году Дуайер был включён в зал славы World Rugby.
Является автором автобиографий «Путь к победе» (англ. The Winning Way) 1992 года и «Финальный свисток: воспоминания тренера» (англ. Full Time: A coach's Memoirs) 2004 года. Награждён в 2004 году орденом Австралии в звании члена с формулировкой «за заслуги перед регби». Владеет фермой в Боуреле, в 2013 году перенёс сердечный приступ.